# Dušan Jovančić
Dušan Jovančić (Kirin Serbia: Душан Јованчић; sinh ngày 19 tháng 10 năm 1990) là một tiền vệ bóng đá Serbia thi đấu cho Vojvodina.